# Gahororo (periodiskt vattendrag i Burundi, Bururi)
Gahororo är ett periodiskt vattendrag i Burundi.   Det ligger i provinsen Bururi, i den sydvästra delen av landet, 60 kilometer sydost om huvudstaden Bujumbura.
Omgivningarna runt Gahororo är en mosaik av jordbruksmark och naturlig växtlighet. Runt Gahororo är det ganska tätbefolkat, med 166 invånare per kvadratkilometer.